# Fährverbindung Canary Wharf–Rotherhithe

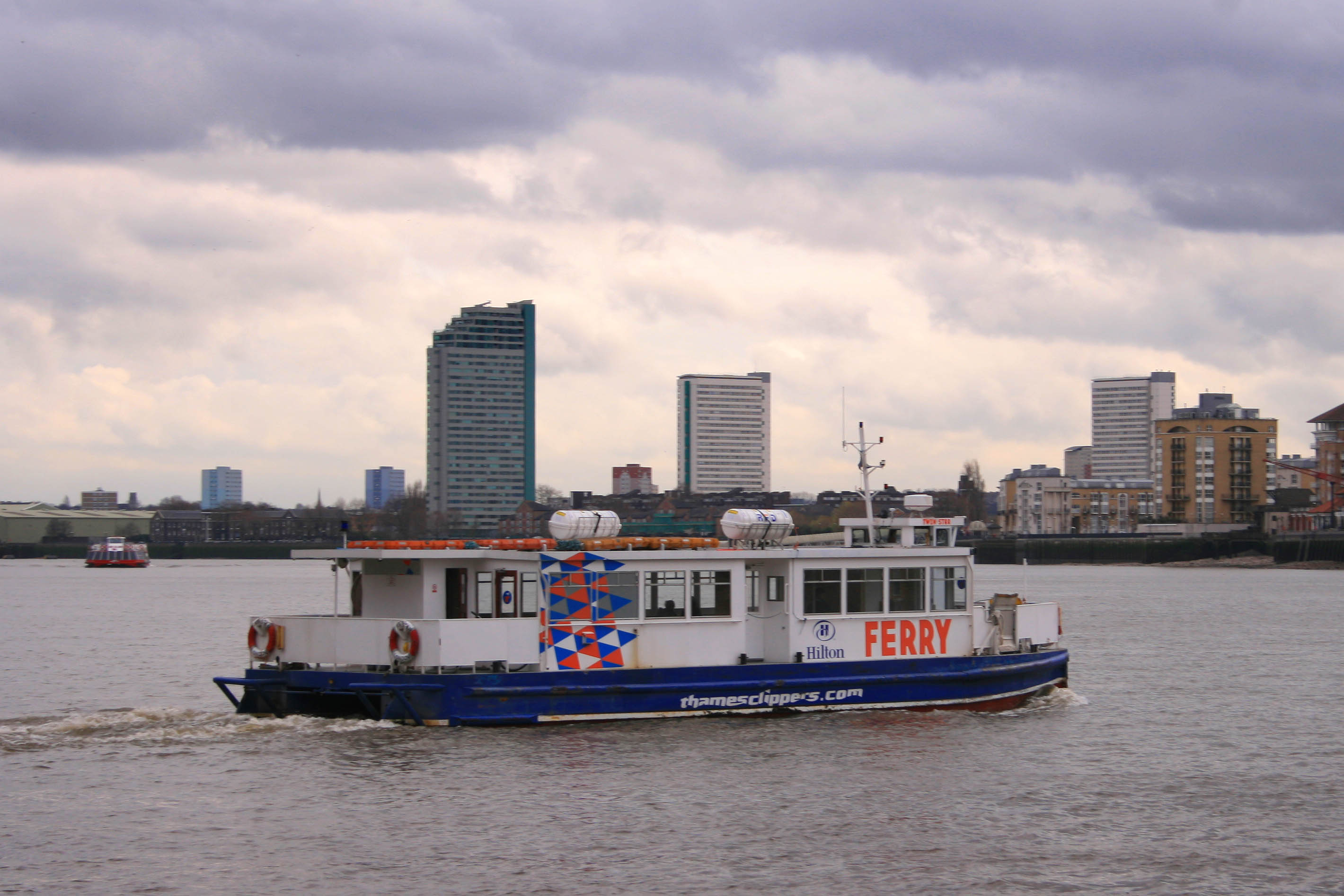
Fähre über die Themse

Canary Wharf–Rotherhithe ist eine Fährverbindung über die Themse im Südosten von London. Sie verbindet Canary Wharf auf der Isle of Dogs (im London Borough of Tower Hamlets) am Nordufer mit dem Stadtteil Rotherhithe (im London Borough of Southwark) auf der Südseite.
Betreiber der seit 1999 bestehenden Fährverbindung ist das Unternehmen Thames Clippers. Die Fähre verkehrt etwa alle 10 bis 20 Minuten. Die nördliche Anlegestelle ist die Canary Wharf Pier, die südliche die Nelson Dock Pier beim Hotel Hilton.